# Friedrichskoog
Friedrichskoog est une commune de l'arrondissement de Dithmarse, dans le Land du Schleswig-Holstein, entre la mer du Nord et l'estuaire de l'Elbe. À l'origine agricole, la pêche et le tourisme se sont développés au cours du XXe siècle. Au sein du parc national de la Mer des Wadden de Schleswig-Holstein, l'île de Trischen lui est rattachée, ainsi que Mittelplate, le plus important champ pétrolifère d'Allemagne.

## Géographie

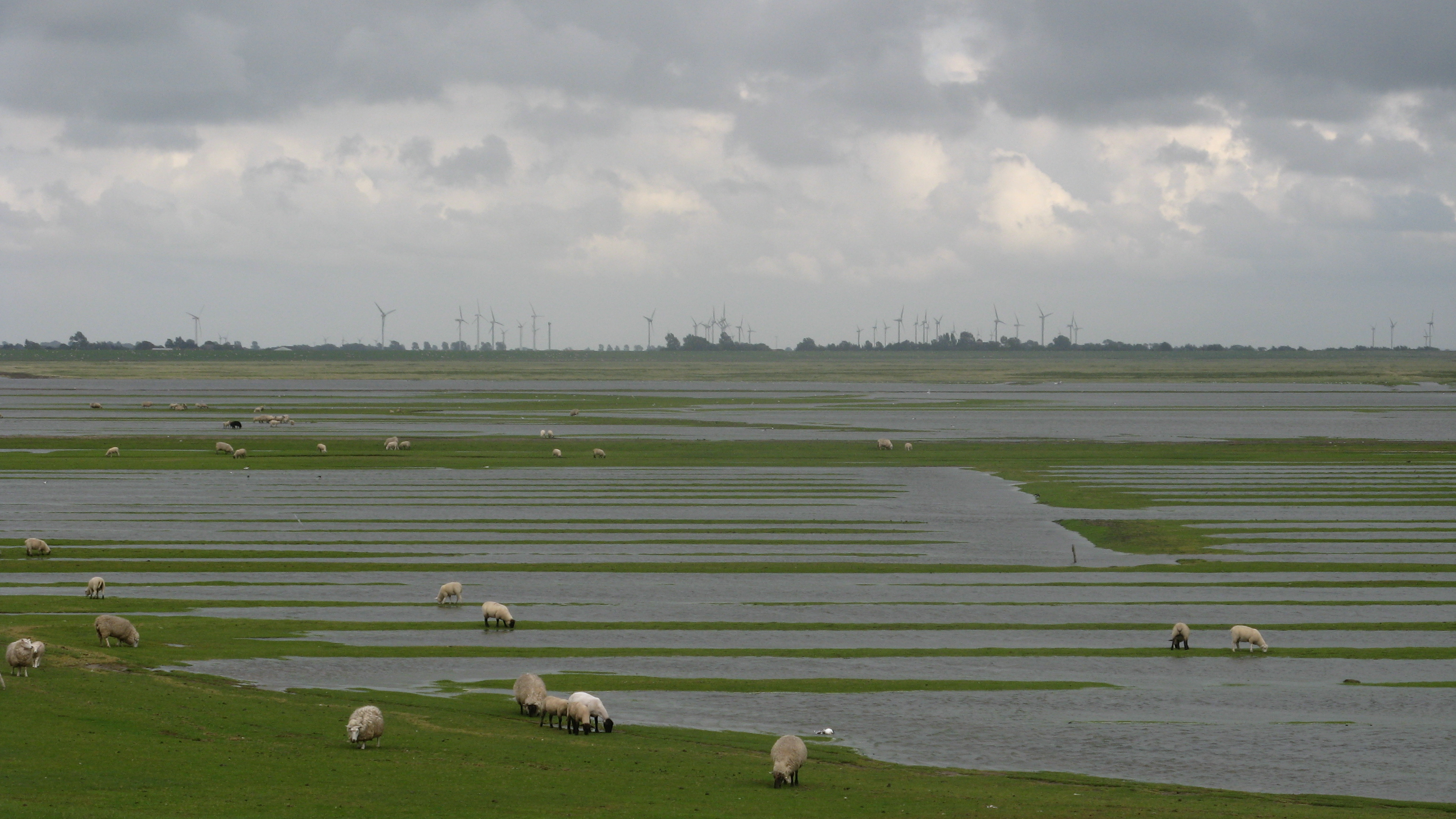
Schorres de Friedrichskoog

La commune se situe dans la Marsch. Le terrain, récupéré aux XIXe et XXe siècles, est extrêmement fertile. Les schorres entre le port et la digue sont en 2001 sur 485 hectares et jusqu'à 1,2 km de large. Environ la moitié de la superficie est intensivement pâturée, l'autre moitié est sous conservation. Environ 40 hectares servent pour le limon dragué dans le port. Depuis les mesures de conservation, le nombre de types de végétation a augmenté de 5 à 17, faisant diminuer la Puccinellia maritima des pâturages au profit de l'Elymus et la Halimione portulacoides.

### Quartiers

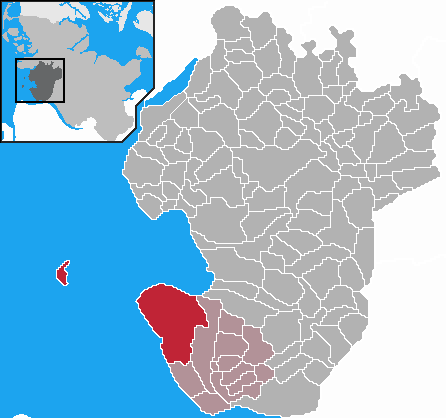
Friedrichskoog dans l'arrondissement de Dithmarse

La commune regroupe les quartiers de Friedrichskoog (I ,II et III), Friedrichskoog-Spitze, Kaiserin-Auguste-Viktoria-Koog (I et II), Dieksanderkoog (de) et Trischen.
Trischen est une île de 180 hectares, connu comme « l'île aux oiseaux ». À l'exception d'un gardien en été, elle est inhabitée ; l'entrée de l'île est interdite.

## Histoire
La commune, nommée en l'honneur de Frédéric VII de Danemark, est un polder (Koog en allemand) commencé en 1853 à partir de l'ancienne île de Dieksand. Le terrain est revendu ensuite par la couronne danoise.
Durant le régime nazi, Dieksanderkoog, baptisé entre 1933 et 1945 Adolf-Hitler-Koog, servit de modèle.
Le blason n'est pas officiel.

## Économie
Le secteur le plus important aujourd'hui est sans doute le tourisme, développé depuis les années 1970. Même s'il n'y a pas de plage de sable, la digue offre une vue sur les vasières. Depuis 2004, Friedrichskoog est considéré comme une station balnéaire avec un centre de thalassothérapie spécialisé en pédiatrie. Chaque année se tient une compétition de régate.

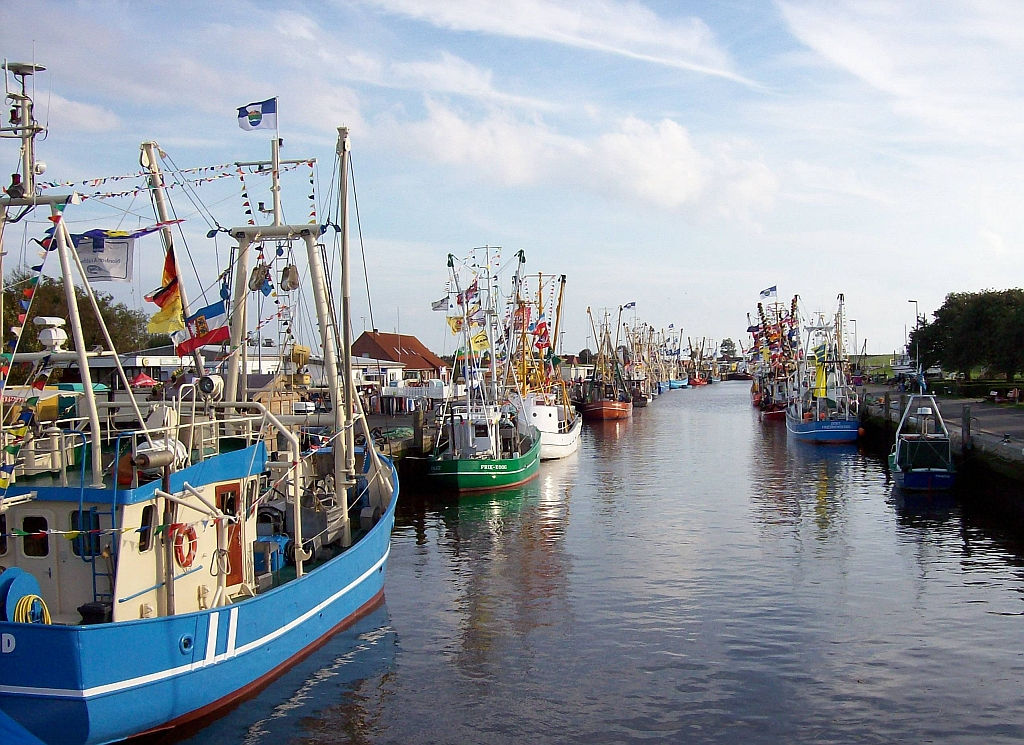
La régate dans le port de Friedrichskoog

La spécialité de pêche est la crevette. Le port de pêche est le troisième de Schleswig-Holstein en mer du Nord après Büsum et Husum.
Au sein du parc national de la Mer des Wadden de Schleswig-Holstein, Mittelplate est le plus important champ pétrolifère d'Allemagne. Depuis 2005, un pipeline à partir de la plate-forme pétrolière est en fonctionnement. Une raffinerie située dans la commune sépare le pétrole des autres constituants (notamment l'eau) et du gaz. Ce premier traitement est conduit vers la raffinerie de Brunsbüttel, voire ensuite celle de Hemmingstedt.
À l'est, il y a cinquante éoliennes produisant de l'électricité. Avec un rotor d'un diamètre de 40 m, installées durant les années 1990, elles produisent de 500 à 600 kW. Peu à peu, elles sont remplacées par de plus grandes, réduisant leur nombre.

## Source, notes et références
- (de) Cet article est partiellement ou en totalité issu de l’article de Wikipédia en allemand intitulé « Friedrichskoog » (voir la liste des auteurs).